# اشنایت
اشنایت (به آلمانی: Schnait) یک منطقهٔ مسکونی در آلمان است که در واین‌اشتات واقع شده‌است. اشنایت ۳٬۲۲۶ نفر جمعیت دارد.